# Stygobromus lepida
Stygobromus lepida is een vlokreeftensoort uit de familie van de Crangonyctidae. De wetenschappelijke naam van de soort is voor het eerst geldig gepubliceerd in 1991 door Mateus & Mateus.